# Aleuroctonus vittatus
Aleuroctonus vittatus är en stekelart som först beskrevs av Dozier 1933.  Aleuroctonus vittatus ingår i släktet Aleuroctonus och familjen finglanssteklar. Inga underarter finns listade i Catalogue of Life.